# Voznica
Voznica (allemand : Woßnitz, hongrois : Garamrév) est un village de Slovaquie situé dans la région de Banská Bystrica.

## Histoire
Première mention écrite du village en 1075.

## Démographie

### Évolution de la population
| Année:               | 1994. | 2004.   | 2014.   | 2024.   |
| -------------------- | ----- | ------- | ------- | ------- |
| Nombre de personnes: | 620   | 653     | 650     | 640     |
| Différence:          |       | +5,32 % | -0,45 % | -1,53 % |

| Année:               | 2023. | 2024. |
| -------------------- | ----- | ----- |
| Nombre de personnes: | 640   | 640   |
| Différence:          |       | +0 %  |